# Adolfo Azzi
Adolfo Agostino Azzi (Trecenta, 5 agosto 1837 – Palermo, 4 giugno 1860) è stato un militare e patriota italiano.

## Biografia
Nacque a Trecenta, provincia di Rovigo, allora parte integrante dell'Impero austriaco, il 5 agosto 1837. 
Il 5 maggio 1860 imbarcò a Quarto, sul piroscafo Lombardo, con I Mille del generale Giuseppe Garibaldi, partendo alla conquista del Regno delle due Sicilie.
Nel corso della traversata diede il cambio a Simone Schiaffino come timoniere del piroscafo, sotto lo sguardo attento di Nino Bixio, mentre la nave cercava di sfuggire a quelle nemiche. Sbarcato a Marsala l'11 dello stesso mese, fu inquadrato nella 4ª Compagnia del capitano Giuseppe La Masa. Durante la battaglia di Calatafimi rimase ferito una prima volta, ricevendone una seconda il 29 giugno durante la presa di Palermo. Mentre combatteva sulla barricata di Porta Termini fu colpito da una pallottola di moschetto che gli trapassò la coscia. La ferita si infettò rapidamente, e nell'estremo tentativo di salvargli la vita i chirurghi gli amputarono l'arto, ma fu tutto inutile. Si spense il 4 luglio 1860.